# Elsholtzia
Elsholtzia este un gen de plante din familia  Lamiaceae.

## Specii
Cuprinde circa 40 de specii.
- Elsholtzia ciliata